# Medetera truncorum
Medetera truncorum är en tvåvingeart som beskrevs av Johann Wilhelm Meigen 1824. Medetera truncorum ingår i släktet Medetera och familjen styltflugor. Arten är reproducerande i Sverige. Inga underarter finns listade i Catalogue of Life.